# Аблутофобија
Аблутофобија (лат. ablutere, купати се) је сталан неоправдан страх од купања или прања. То је ситуационо специфична фобија. Аблутофобија је изразитија код деце, потом жена, а тек онда мушкараца. Међутим, код деце страх углавном нестаје када она науче да купање није нешто од чега би требало да се боје.

## Симптоми
Симптоми аблутофобије су налик симптомима многих специфичних фобија и праћени су:
- осећањем панике, страве и ужаса
- спознајом да страх прелази границе нормале и стварне претње опасности
- реакцијама које су аутоматске и неконтролисане, практично преузимају мисли саме особе
- убрзан пулс, губитак даха, дрхтавица, и огромна жеља да се побегне из ситуације — све психичке реакције повезане са огромним страхом
- екстремне мере предузете да се по било коју цену избегне ситуација.[2]

Осећај срамоте или стида такође може бити присутан. Готово све културе данас улажу у одржавање личне хигијене, те особа која одбија купање може постати мета задиркивања, исмевања, што истовремено повећава озбиљност фобије. То може такође бити разлог зашто жртва не тражи стручну помоћ.

## Лечење
Постоји много начина лечења аблутофобије. Генерално, тражење професионалне помоћи од искусних психолога је најбоља опција. Особа која пати од аблутофобије је обично третирана терапијом изложености, односно када се у контролисаним ситуацијама постепено излаже објекту, у овом случају води.
Поред тога, постоје одређени лекови који се користе за лечење анксиозности, међутим њихово дејство није испитано до краја. Употреба d-циклосерина, (DCS) је за сада показала најбоље резултате након тромесечне употребе.